# 聖阿爾坎傑洛足球會
聖阿爾坎傑洛足球會（義大利語：Santarcangelo Calcio），是一支位於意大利聖阿爾坎傑洛-迪羅馬涅的職業足球會，目前於意大利足球二类联赛角逐。

## 外部連結
- Official Homepage （页面存档备份，存于）